# Islam Machačev
Islam Makhačev (in russo Ислам Махачев?; Machačkala, 27 ottobre 1991) è un lottatore russo di etnia lesga di arti marziali miste.
Combatte nella categoria dei pesi leggeri per la promozione statunitense UFC, dove è l'attuale campione di categoria
È allenato dall'ex campione dei pesi leggeri Khabib Nurmagomedov.

## Carriera nelle arti marziali miste

### Ultimate Fighting Championship

#### 2015 - 2022
Makhacev debutta in UFC il 23 Maggio 2015, sconfiggendo Leo Kuntz per sottomissione al secondo round. Il 3 Ottobre dello stesso anno affronta Adriano Martins ad UFC 192, venendo sconfitto per la prima volta in carriera a causa di un knockout al primo round.
Makhačev avrebbe dovuto affrontare Drew Dober il 16 aprile 2016, ma l'incontro fu cancellato a causa di un test antidoping fallito da Makhačev che ne causò anche la squalifica, successivamente annullata dall'USADA il 2 Luglio 2016.
Il 17 Settembre 2016 sconfigge Chris Wade per decisione ed l'11 Febbraio 2017 affronta Nik Lentz, con lo stesso esito.
Il 20 Gennaio 2018 sconfigge Gleison Tibau per knockout alla prima ripresa. il 28 Luglio dello stesso anno affronta Kajan Johnson sconfiggendo finalizzando anche lui al primo round, questa volta per sottomissione. 
Il 20 Aprile 2019 affronta Arman Tsarukyan, vincendo per decisione unanime. 
Il 7 Settembre 2019 vincerà nuovamente per decisione unanime contro Davi Ramos.
Dopo svariati eventi cancellati per via della pandemia da COVID-19 ed altre ragioni mediche, Makhačev torna nell'ottagono per affrontare Drew Dober il 6 Marzo 2021, vincendo per sottomissione al terzo round. 
Il 17 Luglio 2021 sottomette anche Thiago Moses ed il 30 Ottobre dello stesso anno sottomette anche Dan Hooker.
Il 26 Febbraio 2022 avrebbe dovuto affrontare Benil Dariush, ma quest'ultimo non prese parte all'evento a causa di un infortunio alla caviglia e fu rimpiazzato da Bobby Green. Makhačev vince anche questo incontro, finalizzando l'avversario in ground and pound durante il primo round.

#### Campione dei pesi leggeri UFC
Il 22 Ottobre 2022 affronta l'ex campione di categoria Charles Oliveira ad UFC 280 in un incontro valido per il titolo dei pesi leggeri UFC. Dopo aver controllato l'avversario per gran parte della prima ripresa, Makhačev atterrò Oliveira colpendolo con un diretto durante il secondo round. Approfittando dell'atterramento, Makhačev sottomette Oliveira e si aggiudica così il titolo dei pesi leggeri.
Il 12 Febbraio 2023 affronta il numero uno dei ranking Pound for Pound e campione dei pesi piuma UFC Alexander Volkanovski, in un incontro valido per il titolo dei pesi leggeri UFC. L'incontro terminerà con un successo di Makhačev che difende il titolo per decisione unanime.
Il 21 Ottobre 2023 avrebbe dovuto sfidare Charles Oliveira, ma a causa di un infortunio subito dal brasiliano durante uno sparring dieci giorni prima dell'incontro, il main event di UFC 294 fu il rematch tra Makhačev e Alexander Volkanovski, in questa occasione il fighter Daghestano batté l'avversario per K.O. alla prima ripresa, guadagnando così la prima posizione nei ranking pound-for-pound UFC.
Nel giugno del 2024 difese il titolo dei leggeri contro l'americano Dustin Poirier a UFC 302, vincendo per sottomissione dopo un match combattuto.
Il 19 gennaio 2025 Makhačev avrebbe dovuto affrontare Arman Tsarukyan nel main event di UFC 311. Tuttavia il fighter armeno diede forfait pochi giorni prima dell'incontro a causa di un infortunio alla schiena. Makhačev affrontò quindi Renato Moicano, sconfiggendo il brasiliano per sottomissione al primo round e difendendo per la quarta volta in carriera (record nei pesi leggeri) il titolo.

## Risultati nelle arti marziali miste
| Risultato | Record | Avversario            | Metodo                                  | Evento                                 | Data              | Round | Tempo | Città                          | Note |
| --------- | ------ | --------------------- | --------------------------------------- | -------------------------------------- | ----------------- | ----- | ----- | ------------------------------ | --- |
| Vittoria  | 27-1   | Renato Moicano        | Sottomissione (brabo choke)             | UFC 311: Machačev vs. Moicano          | 18 gennaio 2025   | 1     | 4:05  | Inglewood, Stati Uniti         | Difende il titolo dei pesi leggeri UFC, reso successivamente vacante. Nuovo record per più difese consecutive del titolo dei pesi leggeri UFC (4). |
| Vittoria  | 26-1   | Dustin Poirier        | Sottomissione (d’arce choke)            | UFC 302: Makhachev vs. Poirier         | 2 giugno 2024     | 5     | 2:42  | New York, Stati Uniti          | Difende il titolo dei pesi leggeri UFC. Performance of the Night.                                                                                  |
| Vittoria  | 25-1   | Alexander Volkanovski | KO (calcio alla testa e pugni)          | UFC 294: Machačev vs. Volkanovski 2    | 21 ottobre 2023   | 1     | 3:06  | Abu Dhabi, Emirati Arabi Uniti | Difende il titolo dei pesi leggeri UFC. Performance of the Night                                                                                   |
| Vittoria  | 24-1   | Alexander Volkanovski | Decisione (unanime)                     | UFC 284: Machačev vs. Volkanovski      | 12 febbraio 2023  | 5     | 5:00  | Perth, Australia               | Difende il titolo dei pesi leggeri UFC. Fight of the Night. Fight of the Year 2023                                                                 |
| Vittoria  | 23-1   | Charles Oliveira      | Sottomissione (arm-triangle choke)      | UFC 280: Oliveira vs. Machačev         | 22 ottobre 2022   | 2     | 3:16  | Abu Dhabi, Emirati Arabi Uniti | Vince il titolo vacante dei pesi leggeri UFC. Performance of the Night                                                                             |
| Vittoria  | 22-1   | Bobby Green           | KO tecnico (pugni)                      | UFC Fight Night: Machačev vs. Green    | 26 febbraio 2022  | 1     | 3:23  | Las Vegas, Stati Uniti         | |
| Vittoria  | 21-1   | Dan Hooker            | Sottomissione (kimura)                  | UFC 267                                | 30 ottobre 2021   | 1     | 2:25  | Abu Dhabi, Emirati Arabi Uniti | |
| Vittoria  | 20-1   | Thiago Moisés         | Sottomissione (rear-naked choke)        | UFC on ESPN: Machačev vs. Moisés       | 17 luglio 2021    | 4     | 2:38  | Las Vegas, Stati Uniti         | |
| Vittoria  | 19-1   | Drew Dober            | Sottomissione (arm-triangle choke)      | UFC 259                                | 6 marzo 2021      | 3     | 1:37  | Las Vegas, Stati Uniti         | |
| Vittoria  | 18-1   | Davi Ramos            | Decisione (unanime)                     | UFC 242                                | 7 settembre 2019  | 3     | 5:00  | Abu Dhabi, Emirati Arabi Uniti | |
| Vittoria  | 17-1   | Arman Tsarukyan       | Decisione (unanime)                     | UFC Fight Night: Overeem vs. Olejnik   | 20 aprile 2019    | 3     | 5:00  | San Pietroburgo, Russia        | Fight of the Night |
| Vittoria  | 16-1   | Kajan Johnson         | Sottomissione (armbar)                  | UFC on Fox: Alvarez vs. Poirier 2      | 28 luglio 2018    | 1     | 4:43  | Calgary, Canada                | |
| Vittoria  | 15-1   | Gleison Tibau         | KO (pugno)                              | UFC 220                                | 20 gennaio 2018   | 1     | 0:57  | Boston, Stati Uniti            | |
| Vittoria  | 14-1   | Nik Lentz             | Decisione (unanime)                     | UFC 208                                | 11 febbraio 2017  | 3     | 5:00  | Brooklyn, Stati Uniti          | |
| Vittoria  | 13-1   | Chris Wade            | Decisione (unanime)                     | UFC Fight Night: Poirier vs. Johnson   | 17 settembre 2016 | 3     | 5:00  | Hidalgo, Stati Uniti           | |
| Sconfitta | 12-1   | Adriano Martins       | KO (pugno)                              | UFC 192                                | 3 ottobre 2015    | 1     | 1:46  | Houston, Texas                 | |
| Vittoria  | 12-0   | Leo Kuntz             | Sottomissione (rear-naked choke)        | UFC 187                                | 23 maggio 2015    | 2     | 2:38  | Las Vegas, Stati Uniti         | Debutto in UFC |
| Vittoria  | 11-0   | Ivica Trušček         | Sottomissione (inverted triangle choke) | M-1 Challenge 51                       | 7 settembre 2014  | 3     | 4:45  | San Pietroburgo, Russia        | Catchweight (165 lbs/74,8 kg) |
| Vittoria  | 10-0   | Yuri Ivlev            | Sottomissione (armbar)                  | M-1 Challenge 49                       | 7 giugno 2014     | 1     | 1:49  | Inguscezia, Russia             | |
| Vittoria  | 9-0    | Rander Junio          | Decisione (unanime)                     | M-1 Challenge 41                       | 21 agosto 2013    | 3     | 5:00  | San Pietroburgo, Russia        | |
| Vittoria  | 8-0    | Mansour Barnaoui      | Decisione (unanime)                     | M-1 Challenge 38                       | 9 aprile 2013     | 3     | 5:00  | San Pietroburgo, Russia        | |
| Vittoria  | 7-0    | Anatoly Kormilkin     | Sottomissione (armbar)                  | Lion's Fights 2                        | 2 settembre 2012  | 1     | 3:17  | San Pietroburgo, Russia        | |
| Vittoria  | 6-0    | Migel Grigoryan       | Sottomissione (rear-naked choke)        | Siberian Fighting Championship 1       | 15 dicembre 2011  | 1     | 4:25  | Tomsk, Russia                  | |
| Vittoria  | 5-0    | Vladimir Egoyan       | Decisione (non unanime)                 | ProFC: Union Nation Cup Final          | 2 luglio 2011     | 2     | 5:00  | Rostov sul Don, Russia         | |
| Vittoria  | 4-0    | Magomed Ibragimov     | Sottomissione (triangle choke)          | Tsumada Fighting Championship 5        | 1 luglio 2011     | 2     | 3:15  | Cumadinskij rajon, Russia      | |
| Vittoria  | 3-0    | Martiros Grigoryan    | KO (pugni)                              | ProFC: Union Nation Cup 15             | 6 maggio 2011     | 1     | 2:52  | Sinferopoli, Russia            | |
| Vittoria  | 2-0    | Tengiz Khuchua        | KO (pugno)                              | M-1 Selection Ukraine 2010: The Finals | 12 febbraio 2011  | 2     | 0:30  | Kiev, Ucraina                  | |
| Vittoria  | 1-0    | Magomed Bekbolatov    | Decisione (unanime)                     | Tsumada Fighting Championship 4        | 1 agosto 2010     | 2     | 5:00  | Cumadinskij rajon, Russia      | Debutto nei pesi leggeri |